# 熱い想い (CHAGE and ASKAの曲)
「熱い想い」（あついおもい）は、チャゲ&飛鳥（現：CHAGE and ASKA）の楽曲。自身の6作目のシングルとして、ワーナー・パイオニア（現：ワーナーミュージック・ジャパン）から1982年4月25日に発売された。

## 背景・リリース
前作「男と女」から、ちょうど6か月ぶりに発売された作品:375-376。
公式サイトでは、「熱い想い/恋はア･ヤ･フ･ヤ」の表記となっており、両A面シングル扱いとなっている。

## 収録曲
| 全編曲: 平野孝幸。 |                        |                  |           |      |
| #                  | タイトル               | 作詞             | 作曲      | 時間 |
| 1.                 | 「熱い想い」           | 飛鳥涼、松井五郎 | 飛鳥涼    | 5:38 |
| 2.                 | 「恋はア・ヤ・フ・ヤ」 | 松井五郎         | チャゲ    | 3:36 |
| 合計時間:          | 合計時間:              | 合計時間:        | 合計時間: | 9:14 |

## 楽曲解説
1. 熱い想い
ドキュメンタリー映画『真紅な動輪』主題歌。
自身初のタイアップとなった楽曲であり、タイアップ映画に登場する蒸気機関車「パシナ」を最愛の女性にイメージして作られた楽曲で、歌詞の内容から「飛鳥涼（ASKA）が結婚する」と勘違いしたファンが現れて、ファンクラブに電話がかかってきたことがあるという[3]。
上記の映画のオリジナルサウンドトラック『熱い想い』にも収録されているが、イントロとアウトロがシングル盤とは若干ミックスが異なっているほか、次曲「CLOSING THEME」と繋がっている。
1989年に発売されたアルバム『PRIDE』では、S.E.N.S.のアレンジによってリテイクした音源を収録している。
2. 恋はア・ヤ・フ・ヤ
LP未収録であったが、アルバム『熱い想い』がCD化される際にボーナス・トラックとして収録された。

## 収録アルバム
国内盤
- 熱い想い (#1,#2)※#1はアルバム・バージョン
- SUPER BEST (#1)
- PRIDE (#1)※リテイク・バージョン
- SUPER BEST BOX SINGLE HISTORY 1979-1994 AND Snow Mail (#1)※リミックス・バージョン

海外盤
- 倆心知〜原創紀念歌集 (#1)※リテイク・バージョン
- Asian Communications Best (#1)※アルバム・バージョン